# プレミア (護衛空母)
|          |                                             |
| 艦歴     |                                             |
| 発注     |                                             |
| 起工     | 1942年10月31日                              |
| 進水     | 1943年3月22日                               |
| 就役     | 1943年11月3日                               |
| 退役     | 1946年5月21日                               |
| 除籍     |                                             |
| その後   | 商船として売却                              |
| 性能諸元 |                                             |
| 排水量   | 満載：16,620トン                            |
| 全長     | 495.66 ft (151.1 m)                         |
| 全幅     | 69.5 ft (21.2 m)                            |
| 吃水     | 7.9 m (26 ft)                               |
| 機関     |                                             |
| 最大速   | 18 ノット                                   |
| 航続距離 |                                             |
| 乗員     | 士官、兵員890名                             |
| 兵装     | 5インチ砲2門、連装40mm機銃8基、20mm機銃35基 |
| 搭載機   | 24                                          |

エステロ (USS Estero, AVG/ACV/CVE-42) は、アメリカ海軍の護衛空母。ボーグ級航空母艦の1隻。

## 艦歴
艦は海事委任契約の下ワシントン州タコマのシアトル・タコマ造船所で1942年10月31日に起工する。1943年3月22日にC・N・イングラハム夫人によって進水する。1943年7月15日に CVE-42（護衛空母）に艦種変更され、1943年10月に艤装完了、11月3日にレンドリース法に基づきイギリス海軍に移管され、プレミア (HMS Premier, D23) と命名された。
プレミアは第二次世界大戦をイギリス海軍で運用され、船団護衛、航空機運搬任務に従事した。1946年4月2日にアメリカに返還され、5月21日に除籍、1947年に売却され Rhodesia Star と改名、後に Hong Kong Knight と改名される。1974年に台湾でスクラップとして廃棄された。